# Войны Траяна с даками
Войны Траяна с даками — два военных конфликта, которые велись в 101—102 и 105—106 годах римлянами в правление императора Траяна против даков. Являются частью Дакийских войн.
В это время Римская империя испытывала большие экономические трудности, в основном из-за дорогостоящих военных кампаний, предпринимавшихся по всей Европе. Природные ресурсы Дакии, особенно золото, необходимое для чеканки монет, отчасти стали причиной конфликта.

## Первый дакийский поход
В 101 году римский император Траян предпринял поход в Дакию, разбил дакийского царя Децебала при городе Тапы (в Валахии) и, принудив его к миру, в 102 году возвратился в Рим. Но Децебал начал деятельно готовиться к продолжению борьбы, приобретая оружие и ища союзников. Ввиду этого в 105 году Траян предпринял второй поход в Дакию.

## Второй дакийский поход
Военные действия приобрели затяжной характер. Во время этой войны Траян построил через Дунай каменный мост, прикрытый на обоих берегах сильными предмостными укреплениями; остатки этого «Траянова моста» до сих пор еще сохранились в русле Дуная против Малой Валахии. В 105 году римляне, перейдя по этому мосту, овладели главным городом Сармизегетузой, a в 106 году заняли большую часть Дакии. Потерпев полное поражение и видя гибель своего государства, Децебал покончил жизнь самоубийством. 

## Результаты
Около 500 тысяч даков были проданы в рабство. Дакия была обращена в римскую провинцию. Завоевание принесло государству немедленный выигрыш в две тысячи семьсот миллионов сестерциев; более того, в долгосрочной перспективе были обеспечены богатые рудники западной Дакии, которые обеспечили империи большие налоговые поступления.
Несмотря на то, что кампании оказались очень дорогостоящими, высокая прибыль, полученная от местных шахт, и массовая продажа дакийских рабов с лихвой окупили затраты. Благодаря этому Траян смог начать огромную программу общественных зданий и социальных услуг, что дало ему большую поддержку со стороны римлян.

## Отражение в культуре
О Дакийской войне был снят румынский кинофильм «Колонна».

## Галерея

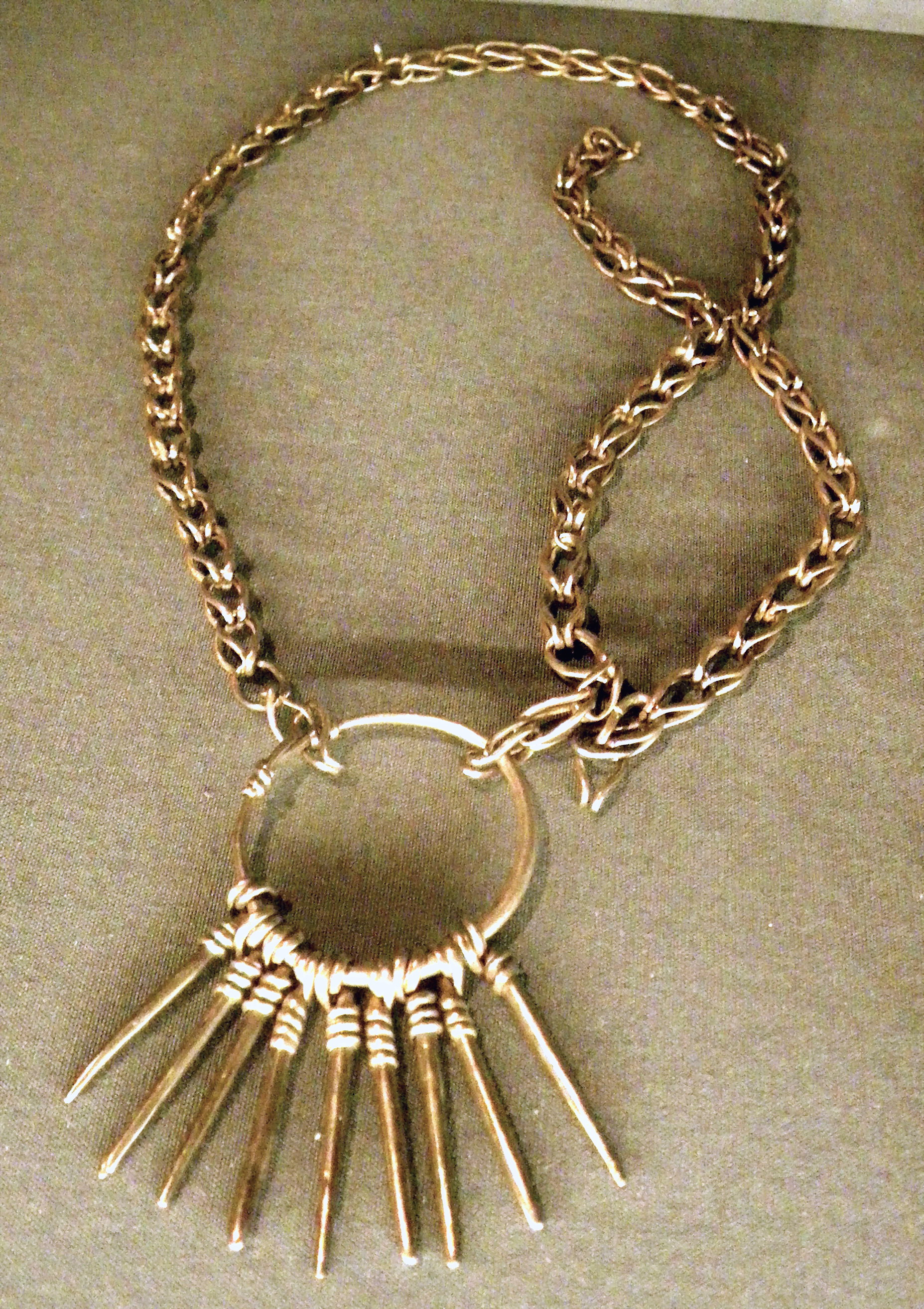
Дакийское золото
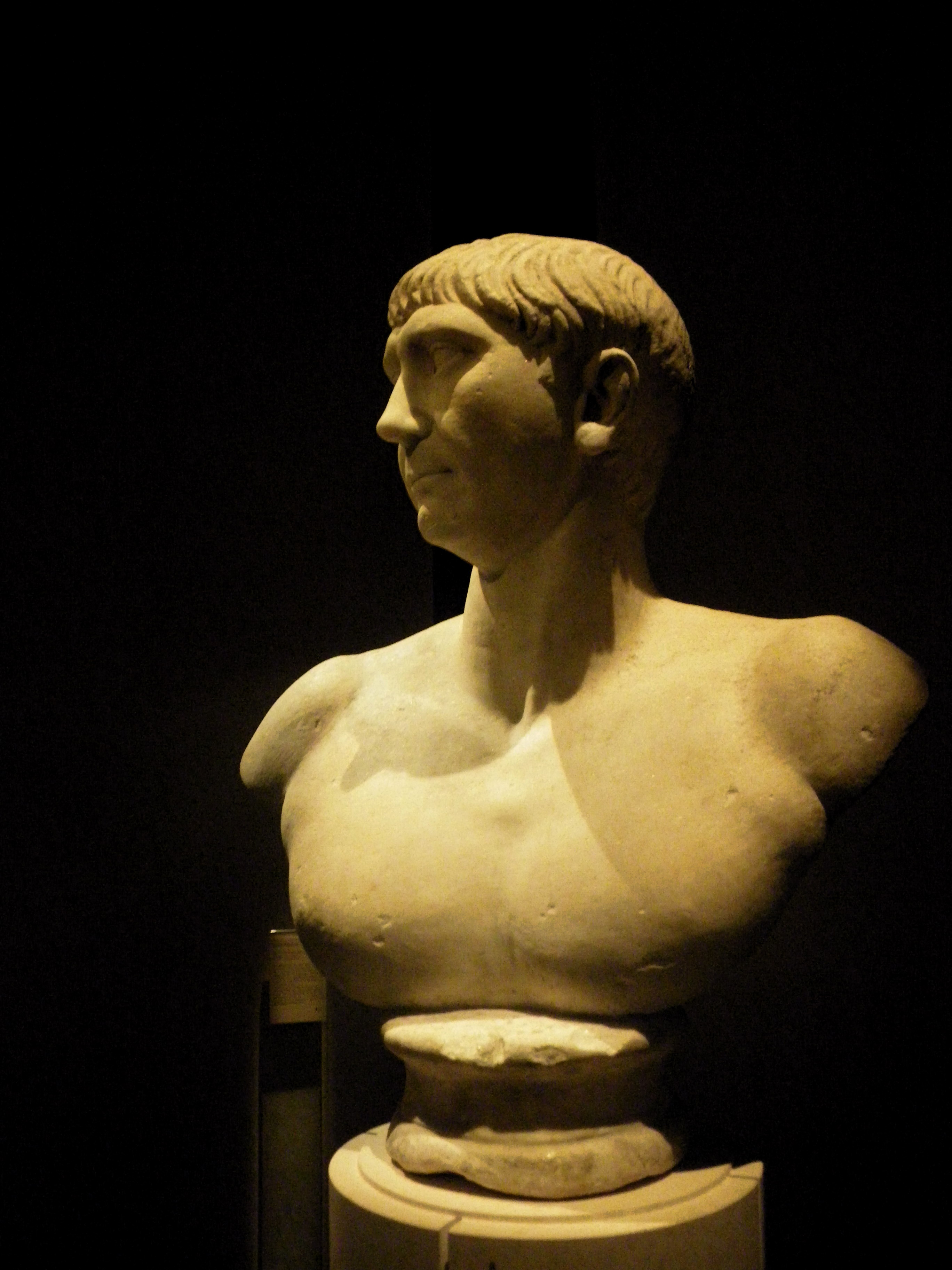
Траян
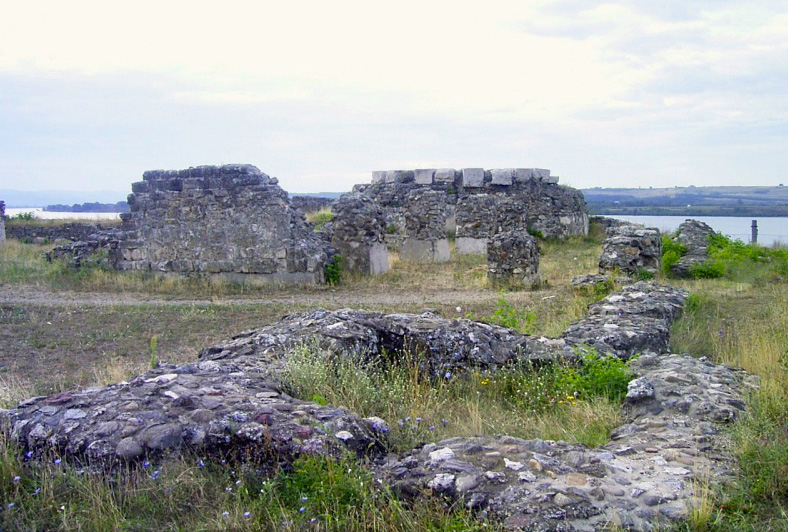
Руины моста Траяна
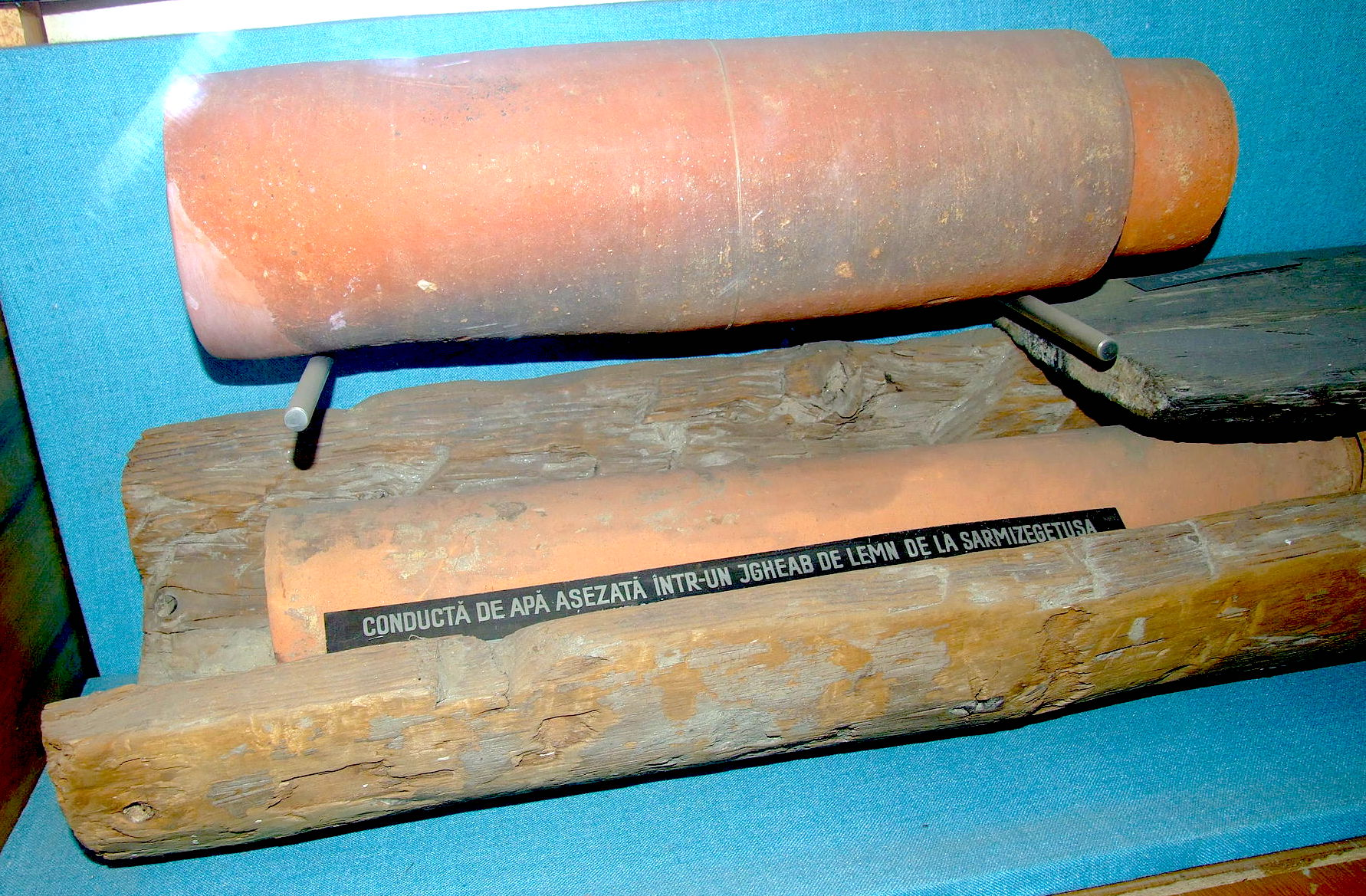
Дакийский водопровод
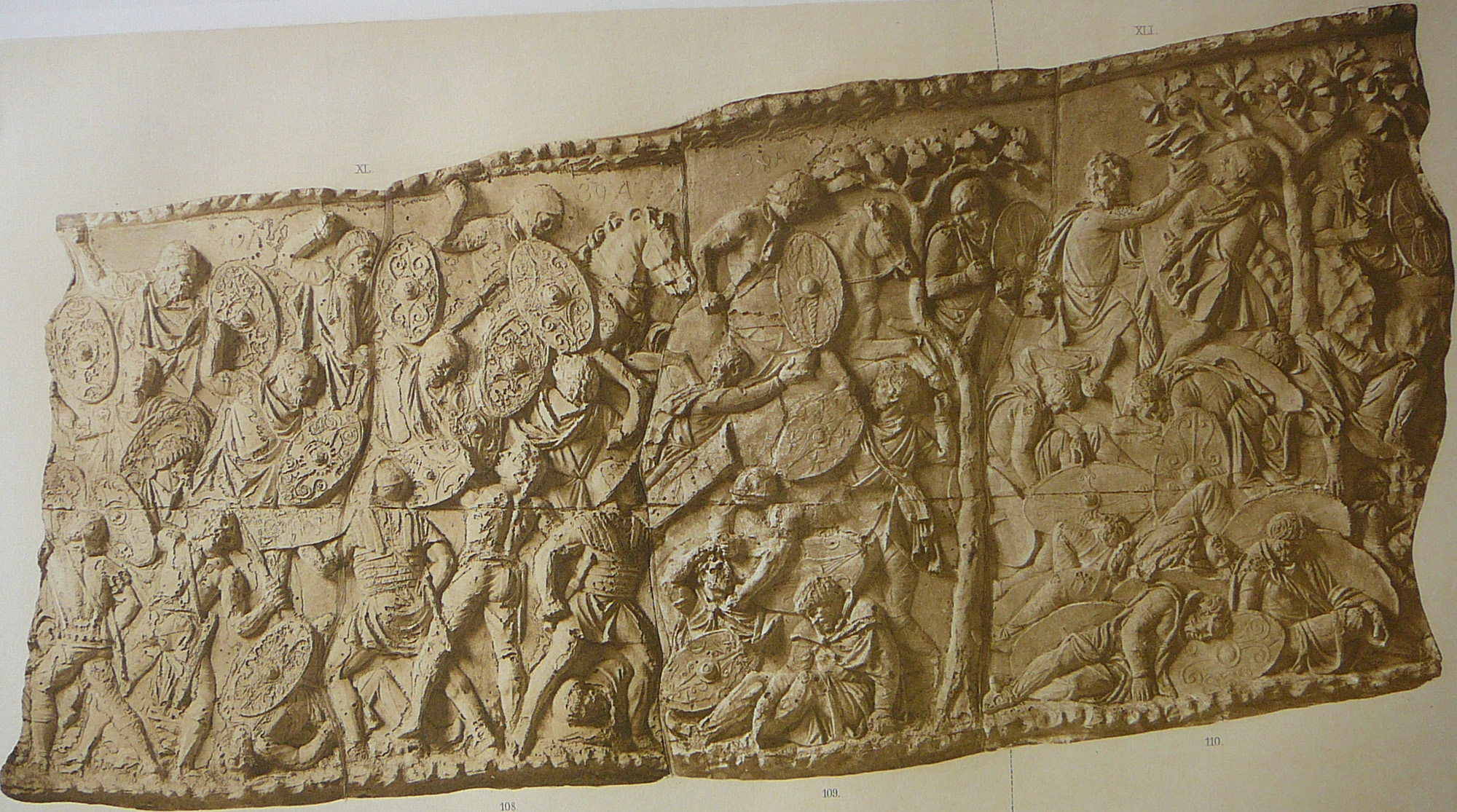
Сцена битвы между римской и дакийской армиями